# شیشار کش تپه
شیشار کش تپه مربوط به دوران‌های تاریخی پس از اسلام است و در شهرستان نکا، بخش مرکزی، روستای اطرب واقع شده و این اثر در تاریخ ۱ مهر ۱۳۸۲ با شمارهٔ ثبت ۱۰۳۰۰ به‌عنوان یکی از آثار ملی ایران به ثبت رسیده است.